# Imanuelle Grives
Pour les articles homonymes, voir Grives (homonymie).
Imanuelle Grives, née le 1er avril 1985 à Rotterdam, est une actrice néerlandaise, d'origine surinamienne.

## Biographie
Le 21 juillet 2019, alors qu'elle est à Tomorrowland, elle est arrêtée pour possession de drogues après dénonciation de la propriétaire du airbnb qu'elle loue, qui aurait vu chez elle des pilules blanches. Lors de son arrestation, elle a 1 g de cannabis, 5 comprimés de 2C-B, 30 comprimés d'ectasy, 10 g de cocaïne et 2 g de kétamine caché dans sa perruque. Lors d'une perquisition, les policiers trouvent plus d'ectasy, de kétamine, de cocaïne et de cannabis dans son appartement. Pour sa défense, l'actrice explique se mettre en condition pour un de ses prochains rôles. Elle est alors détenue à la prison d'Anvers. Là, elle doit dormir par terre car plus aucun lit n'est disponible puis partage sa cellule avec une femme soupçonnée du meurtre de son époux. Elle est mise en liberté conditionnelle deux mois plus tard. Elle est finalement condamnée à deux ans de prison et 8 000 € d'amende pour trafic de drogue mais ayant déjà purgé six semaines de détention provisoire.
En novembre 2020, elle publie un ouvrage Mijn vechtershart racontant son histoire.

## Filmographie

### Cinéma
- 2012 : Only Decent People (nl) de Lodewijk Crijns : Rowanda[6]
- 2017 : Weg van Jou (nl) de Jelle de Jonge : Josje[7]
- 2017 : Tuintje in mijn hart (nl) : Surya

### Téléfilms
- 2012 : Flikken Maastricht : Brenda Mostard
- 2012 : Bloedverwanten (nl) : La secrétaire
- 2014-2017 : Celblok H (nl) : Dorien 'Door' Breeveld
- Depuis 2015 : Vechtershart (nl) : Selma Bisschop
- 2015 : Voetbalmeisjes : Shirley
- 2017 : The Homeless Experience (nl) : Rôle inconnu
- 2018 : Flikken Rotterdam (nl) : Saskia van Dijk